# Pierre Boyancé
 (février 2014).
Si vous disposez d'ouvrages ou d'articles de référence ou si vous connaissez des sites web de qualité traitant du thème abordé ici, merci de compléter l'article en donnant les références utiles à sa vérifiabilité et en les liant à la section « Notes et références ».
Pour les articles homonymes, voir Boyancé.
Pierre Boyancé est un universitaire français, né à Annecy le 13 septembre 1900, mort le 20 septembre 1976 à La Seyne-sur-Mer dans le Var,, spécialiste de la littérature latine et de ses sources grecques. 

## Études et carrière dans l'enseignement supérieur
Né d'un père officier, il intègre l'École normale supérieure de Paris, dont il sort normalien (L1921), agrégé de lettres (1er, 1924), docteur (thèse principale : Le culte des Muses chez les philosophes grecs ; thèse secondaire : Études sur le songe de Scipion). Il enseigne à la Faculté des lettres de Bordeaux, puis est nommé professeur à la Sorbonne. Il devient membre de l'Institut (1959) (Académie des inscriptions et belles-lettres) et  directeur de l'École française de Rome (1960-1970).

## Distinctions
Il est commandeur de la Légion d'honneur et de l'ordre des Palmes académiques ainsi que docteur honoris causa de l’Université de Rome, membre étranger de l’académie royale de Belgique et de l’Académie pontificale d’archéologie, « Cultore di Roma » et président de l’Académie des inscriptions (1972).

## Œuvres principales
- Études sur le Songe de Scipion, Bordeaux, 1936, 192 p. (Sur Cicéron, République, VI).
- Le culte des muses chez les philosophes grecs, Toulouse, 1937, 375 p. ; de Boccard, 1972, 397 p.
- « La religion astrale de Platon à Cicéron », Revue des études grecques, t. LXV, no 306-308, 1952, p. 312-350 lire en ligne
- Lucrèce et l'épicurisme, PUF, 1963, 348 p.
- La religion de Virgile (coll. « Mythes et religions »), Paris, Presses universitaires de France, 1963, 180 p.
- « Rapport sur le stoïcisme à Rome », Actes du congrès de l'association Guillaume Budé à Aix-en-Provence, 1964, Les Belles Lettres, Paris, p. 218-242.
- Épicure, PUF, 1969, 111 p.
- Études sur l'humanisme cicéronien, Bruxelles, Latomus, 1970 (articles de 1936 à 1969) compte-rendu de présentation de l'ouvrage.
- Études sur la religion romaine, Rome, diff. de Boccard, 1972, XII-440-5 p. (articles de 1928 à 1966).